# Replicator (dron)
El Replicator es un programa de drones autónomos desarrollado por el Departamento de Defensa de los Estados Unidos. El objetivo del programa es desplegar miles de sistemas autónomos de bajo costo en dominios terrestres, aéreos y marítimos.
El programa Replicator del Pentágono tiene como objetivo desplegar sistemas no tripulados de bajo coste para ayudar a contrarrestar la ventaja militar de China. Los tipos de drones que se planea utilizar en el programa Replicator incluyen:
- Vehículos de superficie no tripulados (USV)
- Sistemas aéreos no tripulados (UAS)
- Sistemas aéreos contra-no tripulados (c-UAS)

Entre los sistemas seleccionados se encuentra la munición de merodeo Switchblade 600 del fabricante estadounidense AeroVironment. Este dron kamikaze portátil puede volar durante más de 40 minutos y atacar objetivos fijos o móviles, incluidos los blindados, a una distancia de más de 90 kilómetros.
Además, el programa Replicator también está considerando el uso de drones de vigilancia alimentados por energía solar y drones de apoyo logístico con base en tierra. También se ha insinuado la posibilidad de utilizar enjambres de drones volando a todo tipo de altitudes y realizando diversas misiones.
Es importante mencionar que ciertas capacidades de estos drones siguen siendo clasificadas. El Pentágono está diversificando su base de proveedores a través de un proceso que permite a las empresas estadounidenses e internacionales presentar tecnologías.

## Historia
El programa Replicator se anunció por primera vez en agosto de 2023. La iniciativa tiene como objetivo entregar sistemas autónomos asequibles en todos los dominios (ADA2) a los combatientes en una escala de miles, en múltiples dominios de guerra, dentro de 18-24 meses, o para agosto de 2025.

## Diseño y características
Los drones Replicator están diseñados para ser desplegados en minutos y ser derribados con poco o ningún impacto en las capacidades militares, lo que los hace ideales para operaciones en entornos de alto riesgo, como el campo de batalla.

## Producción
El programa Replicator toma chips de IA y software militar de IA y los coloca en drones comerciales. Los proveedores de drones comerciales fabrican drones según las especificaciones militares que podrán integrarse con el software militar de IA. El objetivo es hacer miles dentro de 18-24 meses.

## Financiación
En mayo de 2024, el Departamento de Defensa aseguró $500 millones de dólares para avanzar con la primera serie de sistemas para su iniciativa Replicator.